# Bartolomeo della Gatta
Bartolomeo della Gatta ou Don Bartolomeo Abbate di S. Clemente, né Pietro di Antonio Dei (1448-1502), est un peintre, un architecte et un enlumineur florentin du XVe siècle se rattachant au courant de la première Renaissance.

## Biographie
Fils d'un orfèvre, Bartolomeo della Gatta côtoya Fra Bartolomeo et, en 1468, il devint un moine camaldule, probablement à Santa Maria degli Angeli, de Florence, où son frère était déjà entré.
À partir de 1481, il est envoyé à Rome pour contribuer au cycle de fresques des murs de la chapelle Sixtine.
Bartolomeo devint Abbé de l'abbaye Saint-Clément à Arezzo. Il mourut en 1502 et fut enterré dans cette abbaye.

## Œuvres

### Panneaux
- La Vierge de l'Assomption donne sa ceinture à saint Thomas, v. 1475, tempera sur panneau, Musée diocésain (Cortone)
- St Roch devant la Fraternité laïque à Arezzo, 1479, tempera sur panneau, 215 × 115 cm, Museo Statale d'Arte Medievale e Moderna, Arezzo[2]
- Saint Michel archange (v. 1480), tempera sur panneau, 166 × 86 cm, Pinacothèque communale, Castiglion Fiorentino
- Vierge à l'Enfant avec saint Jean et saint Christophe[3] (v. 1486), tempera sur panneau, 253 × 223 cm, église des saints André et Étienne, Marciano della Chiana
- Annonciation, musée du Petit Palais, Avignon
- Stigmates de saint François, v. 1487, tempera sur panneau, 186 × 162 cm, Pinacothèque communale , Castiglion Fiorentino
- Annonciation, v. 1500, Musée du Petit Palais (Avignon)

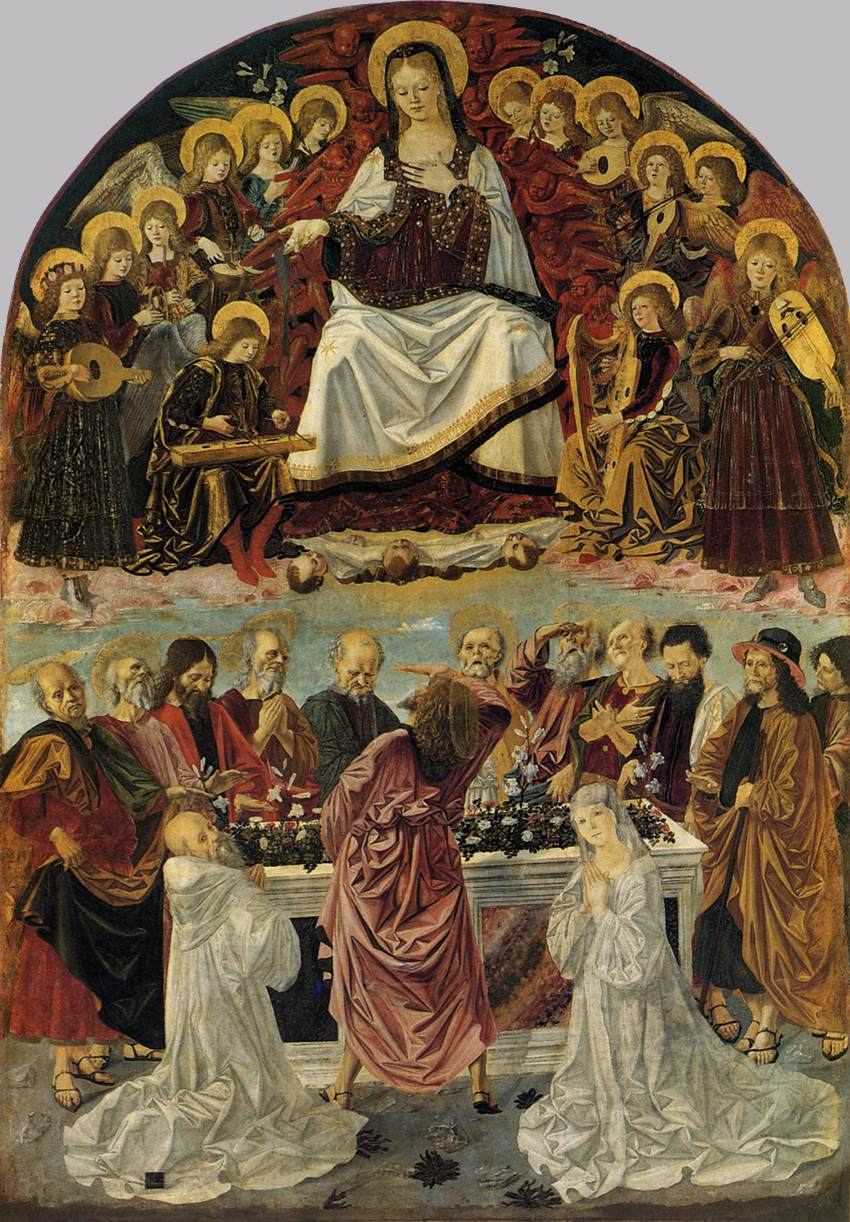
Vierge de l'Assomption, v. 1475 Musée diocésain (Cortone)
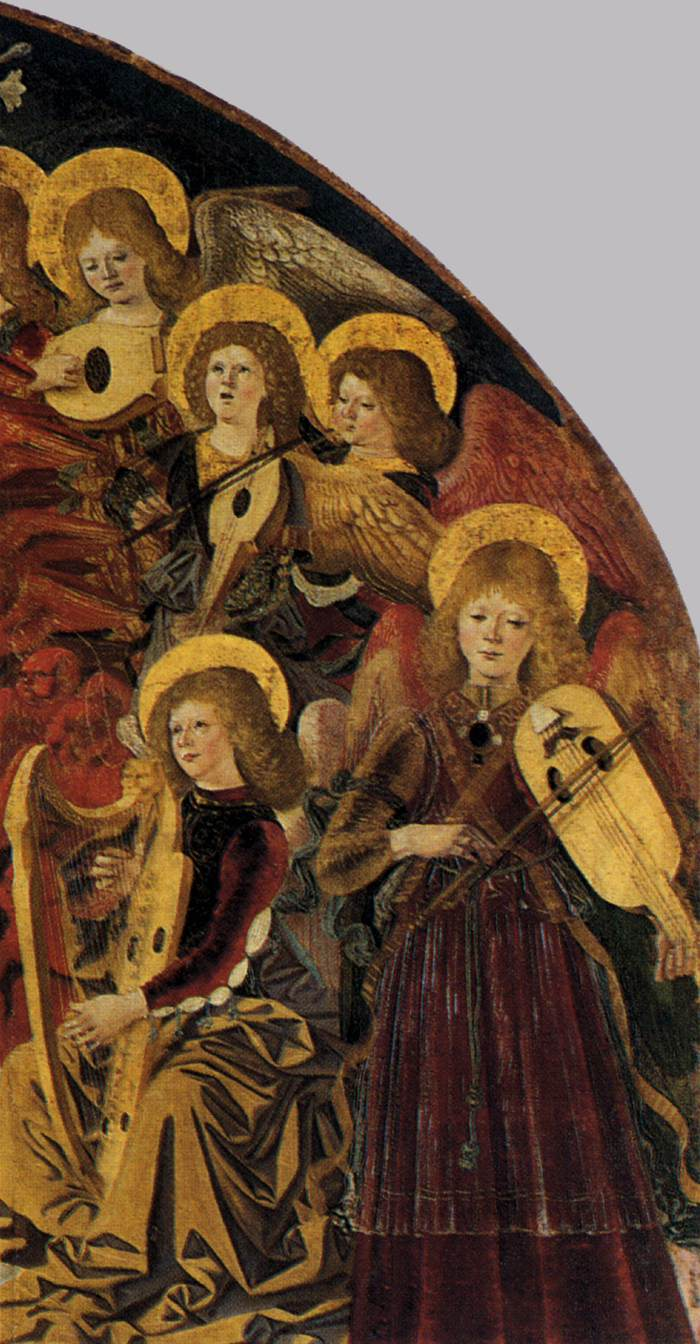
Vierge de l'Assomption détail
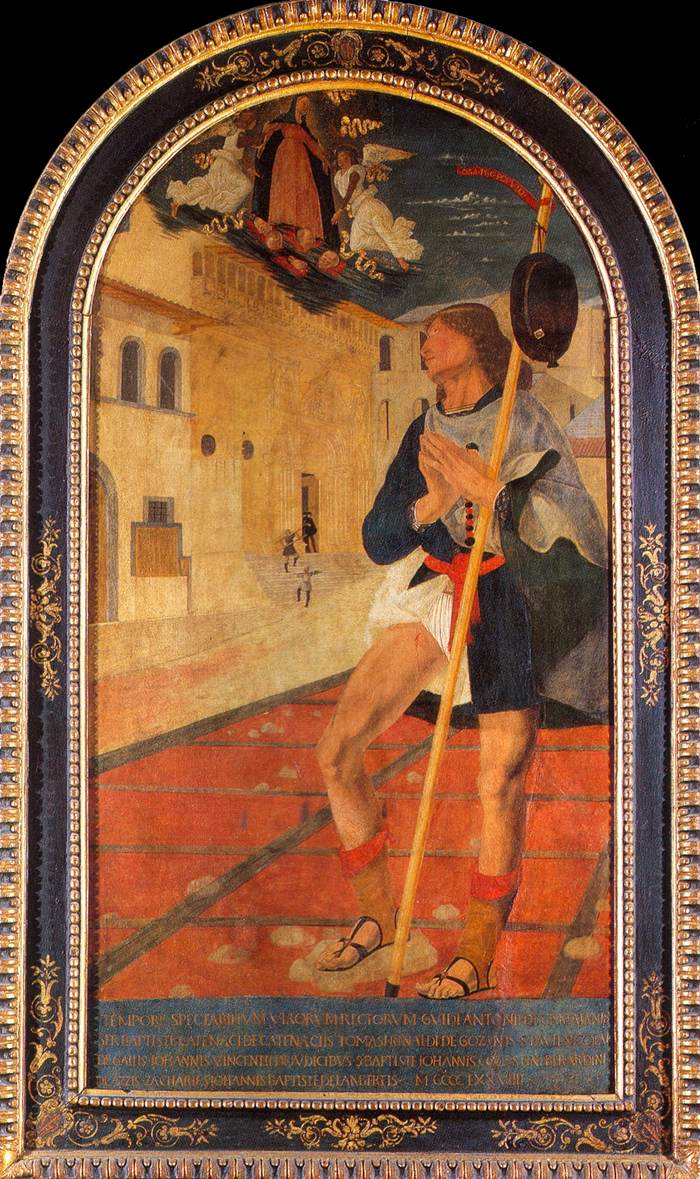
St Roch, 1479 Arezzo
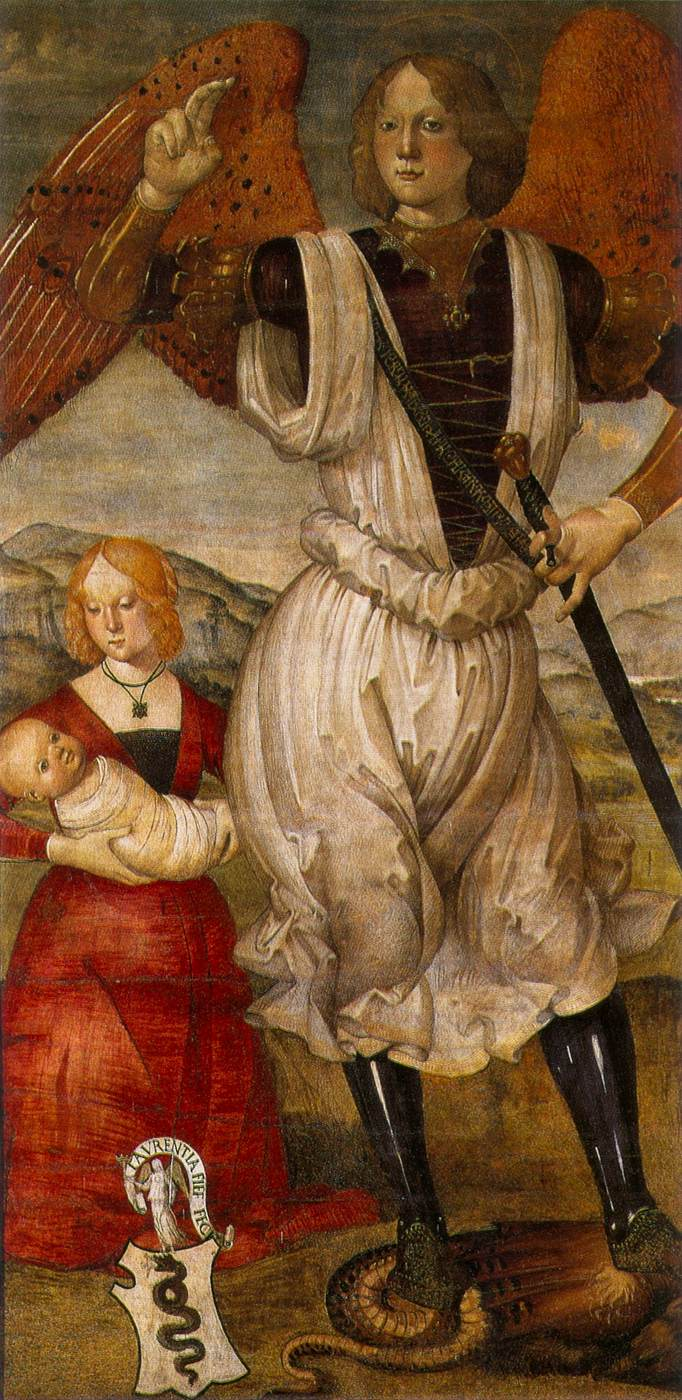
Saint Michel archange (v. 1480) Castiglion Fiorentino
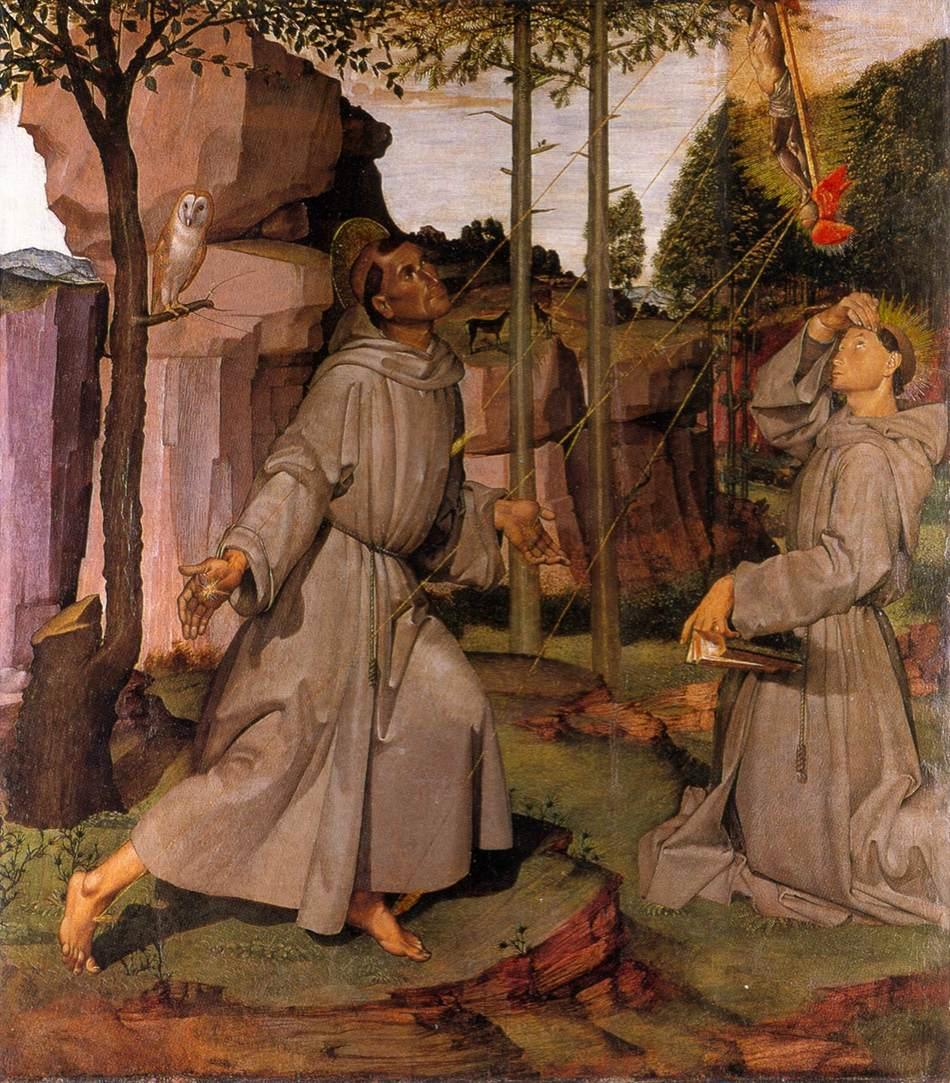
Stigmates de saint François v. 1487, Castiglion Fiorentino
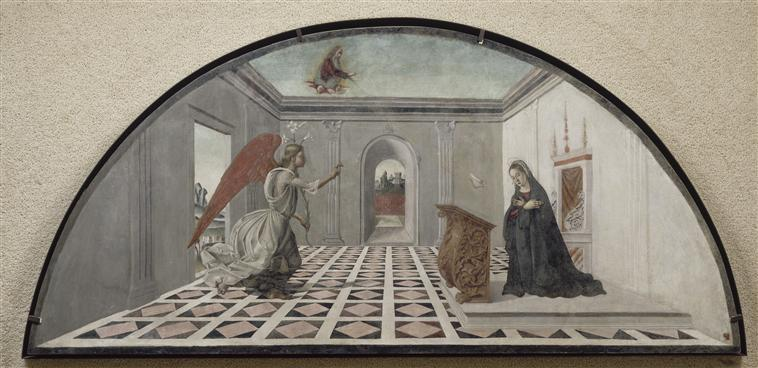
Annonciation v. 1500, Avignon

### Fresques
- Collaboration aux fresques de la chapelle Sixtine en particulier Le Testament et la mort de Moïse[4].

### Enluminures
- Rerum vulgarium fragmenta et Trionfi de Pétrarque pour Frédéric de Montefeltro, en collaboration avec le Maître du Xénophon Hamilton, vers 1474-76, Bibliothèque nationale d'Espagne, Vitr. 22-1
- Alexandre le Grand de Quinte Curce, 1474-1482, Bibliothèque apostolique vaticane, Urb. lat. 427[5]
- Ab Urbe condita (Decas III) de Tite Live pour Ludovico Agnelli, protonotaire apostolique, 1476-1500, BAV, Vat.lat.1848[6]
- Antiphonaire pour la cathédrale d'Urbino, une miniature (Martyre de sainte Agathe) en collaboration avec Guglielmo Giraldi, fin des années 1470, Museo diocesano Albani, Urbino, Cod.6, fol.40v